# Kuummiut
Kuummiut is een plaats aan de oostkust van Groenland die gesticht werd in 1915. Het behoort tot de gemeente Sermersooq en telde 331 inwoners in 2013.

## Geografie
De gemeente ligt aan de oostelijke oever van de Ammassalik Fjord, ongeveer 40 km ten noordoosten van Tasiilaq en 34 km ten noorden van Kulusuk.

## Bevolking
De bevolking van Kuummiit is met meer dan 27% gedaald ten opzichte van 1990 en met bijna 15% ten opzichte van 2000.